# 锡帕里亚地区
锡帕里亚地区（英語：Siparia region）是特立尼达和多巴哥的9个地区之一，位于特立尼达岛西南部，北邻波因特福廷和加勒比海，东临皮纳尔-德贝地区，南毗加勒比海，西接加勒比海，首府设于锡帕里亚，面积495平方公里，2011年人口86,949，人口密度每平方公里176人。
1. ↑  . DIGITAL LEGISLATIVE LIBRARY. Government of the Republic of Trinidad and Tobago.   [28 May 2021].